# Septoria saponariae
Septoria saponariae är en svampart som först beskrevs av Augustin Pyrame de Candolle, och fick sitt nu gällande namn av Savi & Becc. 1862. Septoria saponariae ingår i släktet Septoria och familjen Mycosphaerellaceae.   Inga underarter finns listade i Catalogue of Life.